# 班普里
班普里（Bhanpuri），是印度恰蒂斯加尔邦Raipur县的一个城镇。总人口16357（2001年）。

## 人口
该地2001年总人口16357人，其中男性8656人，女性7701人；0—6岁人口2788人，其中男1379人，女1409人；识字率65.27%，其中男性为74.43%，女性为54.97%。